# آرمن آیوازیان (هنرپیشه)
آرمن آیوازیان (ارمنی: Արմեն Այվազյան؛  ۱۶ آوریل ۱۹۳۸ – ۱۶ دسامبر ۲۰۰۷) یک بازیگر اهل ارمنستان بود. وی بین سال‌های - تا - میلادی فعالیت می‌کرد.

## زندگی‌نامه
وی در ۱۶ آوریل ۱۹۳۸ در آخالکالاکی به دنیا آمد و از دانشگاه ملی پلی‌تکنیک ارمنستان (۱۹۶۶) فارغ‌التحصیل شد.   وی در ۱۶ آوریل ۲۰۰۷ در سن ۶۹ سالگی در ایروان درگذشت.

## گزیده فیلمشناسی
از فیلم‌ها یا برنامه‌های تلویزیونی که وی در آن نقش داشته است می‌توان به مردان (۱۹۷۲)، ما کوه‌های خود هستیم (۱۹۶۹)، برادران سارویان ()  اشاره کرد.

## نگارخانه

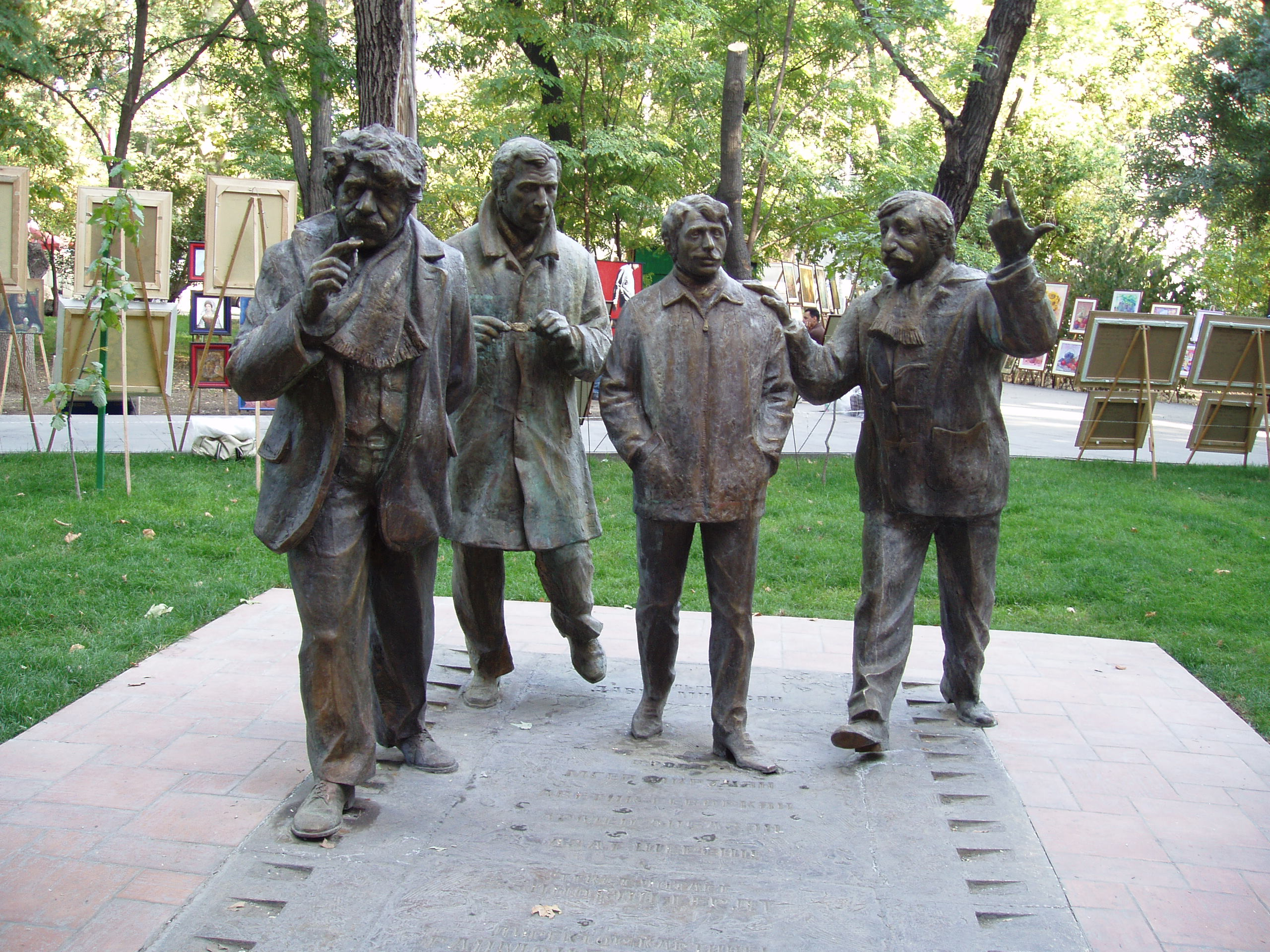